# Canton de Romilly-sur-Seine
Le canton de Romilly-sur-Seine est une circonscription électorale française du département de l'Aube créée par le décret du 21 février 2014 et entrée en vigueur lors des élections départementales de 2015.

## Histoire
- Un nouveau découpage territorial de l'Aube entre en vigueur à l'occasion des élections départementales de mars 2015, défini par le décret du 21 février 2014[1], en application des lois du 17 mai 2013 (loi organique 2013-402 et loi 2013-403)[2]. Les conseillers départementaux sont, à compter de ces élections, élus au scrutin majoritaire binominal mixte. Les électeurs de chaque canton élisent au Conseil départemental, nouvelle appellation du Conseil général, deux membres de sexe différent, qui se présentent en binôme de candidats. Les conseillers départementaux sont élus pour six au scrutin binominal majoritaire à deux tours, l'accès au second tour nécessitant 12,5 % des inscrits au premier tour. En outre la totalité des conseillers départementaux est renouvelée. Ce nouveau mode de scrutin nécessite un redécoupage des cantons dont le nombre est divisé par deux avec arrondi à l'unité impaire supérieure si ce nombre n'est pas entier impair, assorti de conditions de seuils minimaux[3]. Dans l'Aube, le nombre de cantons passe ainsi de 33 à 17.

- Le canton de Romilly-sur-Seine est formé de communes des anciens cantons de Romilly-sur-Seine-1 (6 communes) et Romilly-sur-Seine-2 (1 fraction de commune). Le canton est entièrement inclus dans l'arrondissement de Nogent-sur-Seine. Le bureau centralisateur est situé à Romilly-sur-Seine.

## Représentation
| Période élective | Période élective | Mandat | Mandat   | Identité        | Nuance | Nuance | Qualité                                                   |
| ---------------- | ---------------- | ------ | -------- | --------------- | ------ | ------ | --------------------------------------------------------- |
| 2015             | 2021             | 2015   | 2021     | Jérôme Bonnefoi |        | LR     | Artisan du bâtiment Adjoint au maire de Romilly-sur-Seine |
| 2015             | 2021             | 2015   | 2021     | Agnès Mignot    |        | LR     | Exploitante agricole, maire de Rigny-la-Nonneuse          |
| 2021             | 2028             | 2021   | en cours | Jérôme Bonnefoi |        | LR     | Conseiller sortant                                        |
| 2021             | 2028             | 2021   | en cours | Agnès Mignot    |        | LR     | Conseillère sortante                                      |

### Résultats détaillés

#### Élections de mars 2015
À l'issue du premier tour des élections départementales de 2015, deux binômes sont en ballottage : Jean-Patrick Vernet et Marlène Virantin (FN, 31,52 %) et Jérôme Bonnefoi et Agnès Mignot (UMP, 28,51 %). Le taux de participation est de 43,56 % (5 221 votants sur 11 986 inscrits) contre 50,14 % au niveau départemental et 50,17 % au niveau national.
Au second tour, Jérôme Bonnefoi et Agnès Mignot (UMP) sont élus avec 58,05 % des suffrages exprimés et un taux de participation de 43,53 % (2 709 voix pour 5 217 votants et 11 985 inscrits).

#### Élections de juin 2021
Le premier tour des élections départementales de 2021 est marqué par un très faible taux de participation (33,26 % au niveau national). Dans le canton de Romilly-sur-Seine, ce taux de participation est de 26,6 % (2 990 votants sur 11 242 inscrits) contre 32,18 % au niveau départemental. À l'issue de ce premier tour, deux binômes sont en ballottage : Jérôme Bonnefoi et Agnès Mignot (LR, 46,61 %) et Laïla Taboubi-Godier et Jean-Paul Vinckier (RN, 28,99 %).
Le second tour des élections est marqué une nouvelle fois par une abstention massive équivalente au premier tour. Les taux de participation sont de 34,3 % au niveau national, 32,31 % dans le département et 26,64 % dans le canton de Romilly-sur-Seine. Jérôme Bonnefoi et Agnès Mignot (LR) sont élus avec 67,55 % des suffrages exprimés (1 840 voix pour 2 996 votants et 11 246 inscrits),,.

## Composition
Le nouveau canton de Romilly-sur-Seine comprend six communes entières.
| Nom                                       | Code Insee | Intercommunalité                   | Superficie (km2) | Population (dernière pop. légale) | Densité (hab./km2) | Modifier                                    |
| ----------------------------------------- | ---------- | ---------------------------------- | ---------------- | --------------------------------- | ------------------ | ------------------------------------------- |
| Romilly-sur-Seine (bureau centralisateur) | 10323      | CC des Portes de Romilly-sur-Seine | 25,32            | 14 751 (2022)                     | 583                | modifier les données · modifier les données |
| Crancey                                   | 10114      | CC des Portes de Romilly-sur-Seine | 8,81             | 697 (2022)                        | 79                 | modifier les données · modifier les données |
| Gélannes                                  | 10164      | CC des Portes de Romilly-sur-Seine | 12,13            | 704 (2022)                        | 58                 | modifier les données · modifier les données |
| Maizières-la-Grande-Paroisse              | 10220      | CC des Portes de Romilly-sur-Seine | 20,46            | 1 521 (2022)                      | 74                 | modifier les données · modifier les données |
| Pars-lès-Romilly                          | 10280      | CC des Portes de Romilly-sur-Seine | 17,88            | 834 (2022)                        | 47                 | modifier les données · modifier les données |
| Saint-Hilaire-sous-Romilly                | 10341      | CC des Portes de Romilly-sur-Seine | 20,20            | 339 (2022)                        | 17                 | modifier les données · modifier les données |
| Canton de Romilly-sur-Seine               | 1009       |                                    | 104,80           | 18 846 (2022)                     | 180                | modifier les données                        |

## Démographie
En 2022, le canton comptait 18 846 habitants, en évolution de +1,29 % par rapport à 2016 (Aube : +0,7 %, France hors Mayotte : +2,11 %).
| 2013   | 2018   | 2022   |
| ------ | ------ | ------ |
| 18 510 | 18 432 | 18 846 |